# Paucispinigera approximata
Paucispinigera approximata är en tvåvingeart som beskrevs av Freeman 1959. Paucispinigera approximata ingår i släktet Paucispinigera och familjen fjädermyggor. Inga underarter finns listade i Catalogue of Life.